# 巴尔贝-瑟鲁
巴尔贝-瑟鲁（法語：Barbey-Seroux，法語發音：[baʁbɛ səʁu] ⓘ）是法国大東部大區孚日省的一个市镇，属于孚日圣迪耶区。

## 地理
巴尔贝-瑟鲁（48°8'30"N, 6°50'22"E）面积7.32 平方千米，位于法国大東部大區孚日省，该省份为法国东北部内陆省份，北起默兹省和默尔特-摩泽尔省，西接上马恩省，南至上索恩省和贝尔福地区省，东临上莱茵省和下莱茵省。
与巴尔贝-瑟鲁接壤的市镇（或旧市镇、城区）包括：阿朗泰斯德科尔雪、拉沙佩勒-德旺布吕耶尔、热拉尔梅、格朗日-欧蒙泽。
巴尔贝-瑟鲁的时区为UTC+01:00、UTC+02:00（夏令时）。

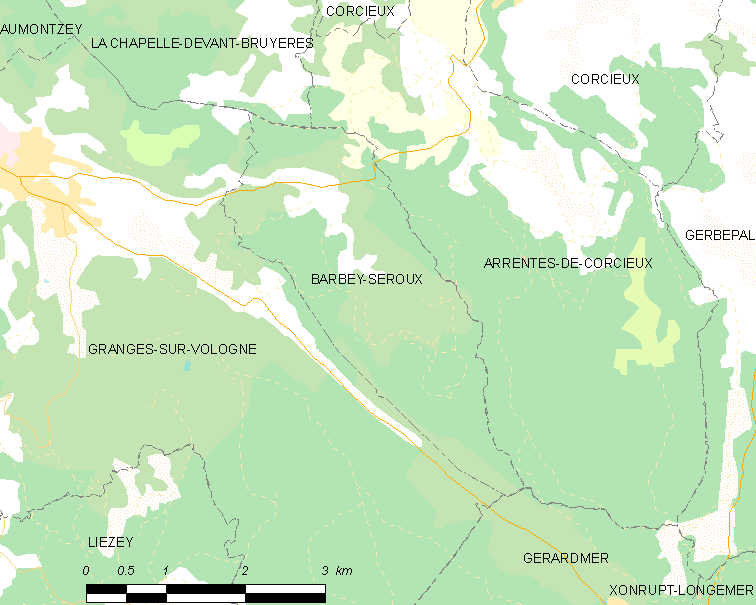
巴尔贝-瑟鲁的OSM定位图

## 行政
巴尔贝-瑟鲁的邮政编码为88640，INSEE市镇编码为88035。

## 政治
巴尔贝-瑟鲁所属的省级选区为热拉尔梅县。

## 人口

1962-2008年间巴尔贝-瑟鲁人口变化图示

巴尔贝-瑟鲁于2022年1月1日时的人口数量为144人。